# Antonio Maria Massa
Antonio Maria Massa (fl. XVI secolo) è stato un giurista italiano del XVI secolo.

Familiarum observationum, 1730 (Fondazione Mansutti, Milano).

Prima fu uditore alla Rota di Lucca, poi avvocato a Genova. La sua opera, Familiarum observationum ad decisiones Flaminii Chartarii, riguarda le decisioni commentate sul diritto di famiglia. Le decisioni sono del giurista Flaminio Cartari (1531-1593), originario di Orvieto, dove fu amministratore prima di spostarsi a Perugia.